# 東北文教大学山形城北高等学校
東北文教大学山形城北高等学校（とうほくぶんきょうだいがくやまがたじょうほくこうとうがっこう、英: Tohoku-Bunkyo University Yamagata-Jōhoku High School）は、山形県山形市肴町にある私立高等学校。かつて山形県最大の私立女子高校であったが、2002年度より男女共学校となった。

## 沿革
- 1926年（大正15年） - 富澤カネが山形裁縫女学校を設立。
- 1933年（昭和8年） - 山形女子職業学校となる。
- 1941年（昭和16年） - 山形高等女子職業学校となる。
- 1944年（昭和19年） - 山形城北女子商業学校となる。
- 1946年（昭和21年） - 山形城北高等女学校となる。
- 1948年（昭和23年） - 学制改革により山形城北女子高等学校となる。
- 2002年（平成14年） - 男女共学になり山形城北高等学校に校名変更。
- 2016年（平成28年） - 富沢学園創立90周年を迎え、制服とコースを一新。
- 2022年（令和4年） - 校名を東北文教大学山形城北高等学校に変更[1]。

## 設置課程
- 全日制課程
  - 特進科
  - 普通科
    - スポーツ総合コース
    - 幼教福祉コース
    - 進学教養コース

## 部活動
- 運動系
  - ★男子サッカー、★女子サッカー、★硬式野球（男子）、ライフル射撃、★男子バレーボール、★女子バレーボール、男子卓球、★女子卓球、弓道、★陸上競技（女子）、★新体操（女子）、★女子ソフトテニス、★男子バドミントン、★女子バドミントン、★男子バスケットボール、★女子バスケットボール、★剣道（女子）、水泳

- 文化系
  - ★吹奏楽・弦楽、ダンス（女子）、茶道、美術、放送、食物、JRC、イラスト研究、英語　★は強化指定部

## 最寄駅
- 奥羽本線・仙山線・左沢線 北山形駅より徒歩約8分

## 学園祭
「城北祭」と呼ばれている。
基本的に毎年夏休み後の金曜日、土曜日に行われる。
金曜日は生徒たちのみで、土曜日は一般公開日となっている。

## 著名な出身者
- 橋本マナミ（タレント・女優・グラビアアイドル）
- ぺえ（タレント）
- 井上京子（プロレスラー）
- 鈴木翼（サッカー選手）
- 半田陸（サッカー選手：ガンバ大阪）※3年時に通信制のルネサンス高校に転校
- 狩野海晟（サッカー選手：モンテディオ山形）
- 堀井有蘭（バレーボール選手）
- 高梨健太（バレーボール選手：ウルフドッグス名古屋）※日本代表
- 伊藤美優（スケートボード選手、在学中）